# Robert G. Roeder

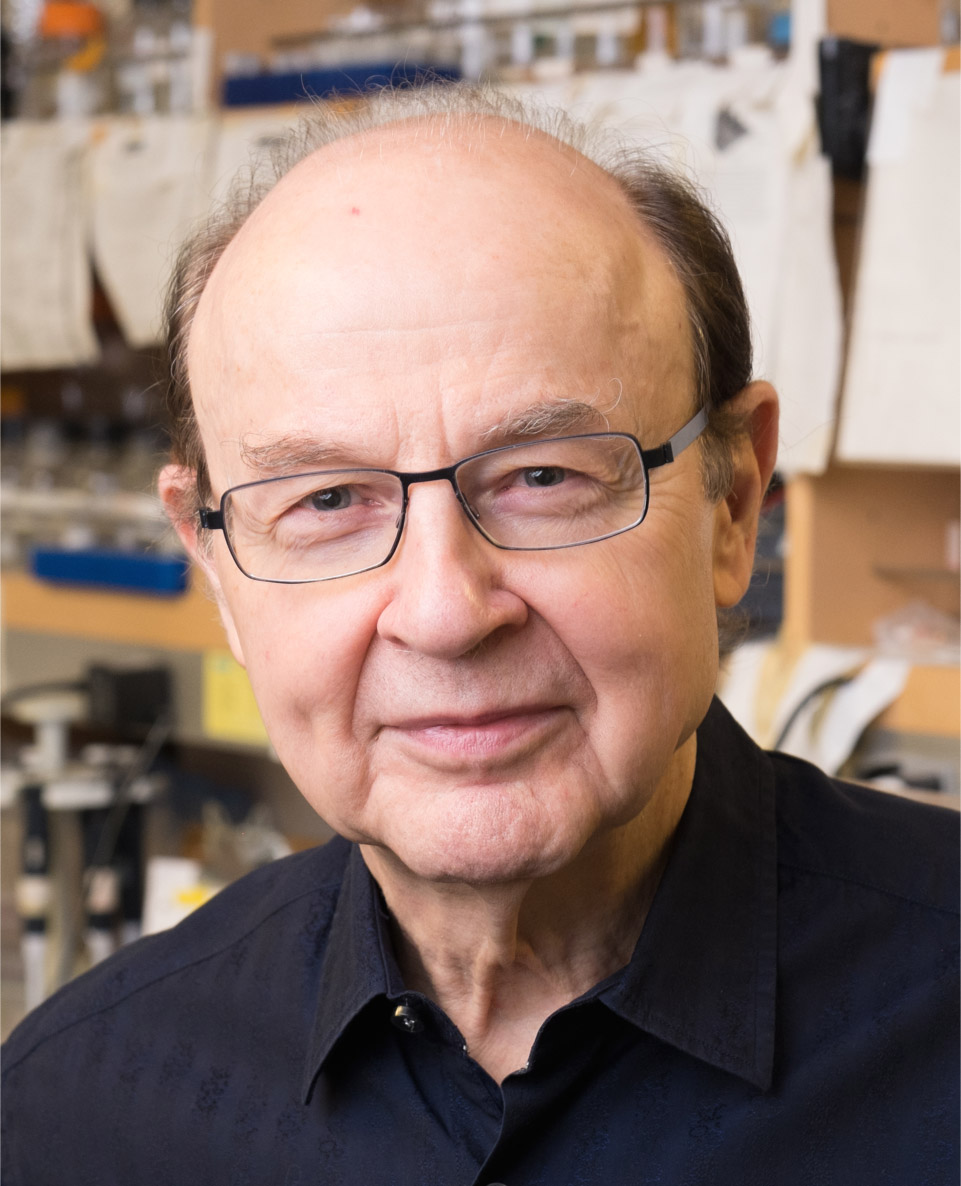
Robert G. Roeder, 2019

Robert Gayle Roeder (* 3. Juni 1942 in Booneville, Indiana) ist ein US-amerikanischer Biochemiker und Professor an der Rockefeller University, New York City.

## Leben
Roeder erwarb 1964 einen Bachelor in Chemie am Wabash College in Crawfordsville, Indiana und 1965 einen Master in Chemie an der University of Illinois at Urbana-Champaign, Illinois. 1965 erhielt er einen Ph.D. in Biochemie an der University of Washington in Seattle, Washington. Als Postdoktorand arbeitete er an der Carnegie Institution for Science, Department of Embryology in Baltimore, Maryland, bevor er eine Juniorprofessur (1971 Assistant Professor, 1975 Associate Professor) an der Washington University in St. Louis, Missouri erhielt. 1979 wurde er ebendort ordentlicher Professor und erhielt 1982 einen Ruf an die Rockefeller University, New York City.

## Wirken
Roeders Forschungsgebiet sind die Mechanismen und die Regulation der Genexpression während Zellwachstum, Zelldifferenzierung und Virusinfektion in eukaryoten Zellen. Roeder konnte fundamentale Beiträge zur Erforschung der Biochemie der Transkription leisten. Er und seine Arbeitsgruppe entdeckten 1969 die RNA-Polymerasen, 1980 Initiations-Faktoren der Transkription und einen ersten Gen-spezifischen Transkriptions-Aktivator sowie 1984 das zugehörige Gen.
Seit 2014 zählte ihn Thomson Reuters aufgrund der Zahl seiner Zitationen zu den Favoriten auf einen Nobelpreis (Thomson Reuters Citation Laureates).

## Auszeichnungen (Auswahl)
- 1977 Eli Lilly Award in Biological Chemistry[4]
- 1986 National Academy of Sciences Award in Molecular Biology
- 1988 Mitgliedschaft in der National Academy of Sciences
- 1992 Mitgliedschaft in der American Association for the Advancement of Science
- 1995 Passano Award[5]
- 1995 Mitgliedschaft in der American Academy of Arts and Sciences
- 1994 Rosenstiel Award
- 1999 Louisa-Gross-Horwitz-Preis[1]
- 1999 Alfred P. Sloan, Jr. Prize
- 2000 Gairdner Foundation International Award[6]
- 2001 Dickson Prize in Medicine[7]
- 2003 Albert Lasker Award for Basic Medical Research[8]
- 2012 Albany Medical Center Prize[9]
- 2018 Howard Taylor Ricketts Award
- 2021 Kyoto-Preis